# Агарков, Сергей Тихонович
Серге́й Ти́хонович Ага́рков  (25 января 1951, Ялта, РСФСР, СССР — 17 июля 2012, Москва, Россия) — советский и российский врач, психиатр, сексолог. Доктор медицинских наук, профессор.

## Биография

### Образование
1968—1974 гг. —  Крымский государственный медицинский институт, лечебный факультет.

1974—1975 гг. — Крымская областная психиатрическая больница № 1, клиническая интернатура по психиатрии.

### Работа и общественная деятельность
1975—1978 гг. — Феодосийский психоневрологический диспансер, врач психотерапевт-сексопатолог.
1979—1983 гг. — Харьковский НИИ неврологии и психиатрии, научный сотрудник отдела неврозов.
1983—1986 гг. — Центральная московская областная психиатрическая больница, заведующий отделением неврозов.
1986—1992 гг. — Московский НИИ психиатрии, старший научный сотрудник отделения сексопатологии.
В 1986 году участвовал в ликвидации последствий катастрофы на Чернобыльской АЭС.
В 1992 возглавил сексологическую ассоциацию «Культура и здоровье», в рамках которой в Москве был открыт «Центр формирования сексуальной культуры», а также муниципальный сексологический центр «Медицина и репродукция».
С 2000 года вёл курс по основам сексологии на кафедре психологии личности факультета психологии МГУ.
В 2004 году в Санкт-Петербургском научно-исследовательском психоневрологическом институте защитил диссертацию на соискание учёной степени доктора медицинских наук по теме «Супружеская дезадаптация» (специальность 19.00.04 — медицинская психология); научный консультант — доктор медицинских наук, профессор Б. Д. Карвасарский.
С 2005 года — профессор кафедры психотерапии, медицинской психологии и сексологии Российской медицинской академии последипломного образования
Работал в составе редакционных коллегий газет «СПИД-инфо», «АиФ-любовь». Совместно с ассоциацией венерологов «Санам» издавал газету «Венера-пресс». Как медицинский эксперт, неоднократно выступал с комментариями в электронных и печатных СМИ на сексологические проблемы. В марте 2012 принимал участие в телепрограмме «Госдеп 2» на тему принятия в регионах России законов о запрете «пропаганды гомосексуализма». В апреле участвовал в выпуске программы «Честный понедельник» на эту же тему.
В июле 2012, после заявления министра здравоохранения РФ Вероники Скворцовой о том, что надо «подрастающее поколение правильно воспитывать и ограждать <…> от патологических представителей гомосексуализма», Агарков высказался за повышение сексологической грамотности людей в России:
 "Несмотря на то, что сексология стала отдельной медицинской дисциплиной в 1988 году, в стране есть только одна кафедра медицинской сексологии в Питере и жалкий курс в РМАПО на кафедре психотерапии. Бесплатные сексологи вымерли как класс <…> В Минздраве РФ и Минздраве Москвы никогда не было главного специалиста по сексологии, который хотя бы готовил материалы к публичным выступлениям министра и не допускал официальных «ляпов».
В Москве нет ни одного муниципального специализированного сексологического центра <…>
Сегодня нет регулярных опросов населения, которые проводились раньше, нет ни одного полноценного научного журнала по сексологии, практически развалились традиционные научные школы в Питере и Москве.
Хуже всего обстоит дело с помощью детям и подросткам, о чём свидетельствует ряд громких скандалов в прессе за последний год. <…>

Так чего же мы хотим от Минздрава?
Агарков призвал восстановить «инфраструктуру сексологической службы хотя бы до убогого позднесоветсткого уровня», «пока ещё сохранились старые кадры, способные передать свой опыт и знания молодёжи».
Агарков является автором монографии «Супружеская дезадаптация» (2004), соавтором коллективных монографий «Неврозы и сексуальные расстройства» (1985), «Общемедицинские проблемы терапевтической практики» (1983), «Частная сексопатология: Руководство для врачей» (1983), «Сексопатология. Справочник» (1990), «Основы женской сексологии» (1998). Учёному принадлежат исследования механизмов развития сексуальных расстройств у больных неврозами (1980—1986), им разработаны концепция сексуальной адаптации в браке и её нарушений (1988—1992), система клинических испытаний зарубежных сексуальных стимуляторов (1995—1996). В содружестве с компанией «НИЗАР» Агарковым разработана первая серия отечественной лечебной косметики для сексологии на основе «голубой крови» (1994—1995).

## Смерть
Сергей Агарков умер 17 июля 2012 года. Кремирован 19 июля на Троекуровском кладбище, прах захоронен на Алабушевском кладбище.

## Семья
- Мать — Синицына Анна Андреевна (1920—1999)
- Отец — Агарков Тихон Георгиевич (1919—1980)
- Супруга — Агаркова Татьяна Евстафьевна (1951)
- Дети — Константин (1972), Максим (1974), Анна (1976).

## Основные труды
- «Сексопатология: Справочник» / Васильченко Г. С., Агаркова Т. Е., Агарков С. Т. и др. — М.: Медицина, 1990.
- «Супружеская дезадаптация» (монография, издательство «Эдиториал УРСС», 2004)[9];
- «Сексуальность в цивилизации: от пещер до небоскребов (социогенез сексуальности)» (учебное пособие, 2010, совместно с Евгением Кащенко);
- «Сексуальность от зачатия до смерти: онтогенез сексуальности» (учебное пособие, 2011, совместно с Евгением Кащенко);
- «Теория и практика психологического консультирования в сексологии» (сборник избранных лекций российских сексологов, в том числе и С.Агаркова, 2012).
- «Сексуальность. От инстинктов к чувствам: психогенез сексуальности». — М.: ООО "ИПЦ «Маска», 2013.